# Wander to Wonder
Wander To Wonder es un cortometraje animado de 2023 nominado al premio Óscar y al BAFTA en 2025, escrito y dirigido por Nina Gantz. La película de stop motion, de 14 minutos, aborda diferentes formas de duelo y tardó ocho años en completarse. Fue una coproducción entre cuatro países: Francia, Bélgica, Reino Unido y los Países Bajos.

## Sinopsis
Ambientado en el mundo de un programa de televisión infantil de los años 80 llamado Wander to Wonder, Mary, Billybud y Fumbleton se encuentran varados en el estudio tras la muerte del creador del programa. Sin nadie que los guíe y con la comida cada vez más escasa, siguen adelante, creando episodios cada vez más extraños para mantener entretenida a su audiencia.

## Premios
Wander to Wonder ha sido seleccionado en varios festivales internacionales de cine, incluido el Anima Brussels Festival y el Festival de Cine de Venecia, donde se estrenó y ganó el Premio al Mejor Cortometraje Internacional. La película también recibió el premio al Mejor Cortometraje Británico en los Premios de Cine Independiente Británico de 2024.